# Dusona spinator
Dusona spinator là một loài tò vò trong họ Ichneumonidae.